# Mossul

Mapa de Mossul i els seus districtes

Mossul (àrab: الموصل, al-Mawsil; kurd: موصل, Mûsil; siríac: ܢܝܢܘܐ, Nînwâ; turc: Musul) és una ciutat de l'Iraq, capital de la governació (muḥāfaẓa) de Nínive. En àrab, es diu Al-Màwsil, que ve de wasala ('unió de braços de riu') per estar situada en una unió de braços de riu prop del Tigris. Actualment (desembre 2005), la seva població, a manca d'estadístiques oficials, s'avalua en un milió i mig de persones. La població kurda ha recuperat pes en els últims dos anys dins la ciutat, però hi són majoria els àrabs.
Situada a 396 km al nord-oest de Bagdad, és la tercera ciutat més gran de l'Iraq, després de la capital i Bàssora. La mussolina, molt de temps fabricada aquí, s'anomena així per a aquesta ciutat. Un altre producte històricament important de l'àrea és el marbre de Mossul. La ciutat també inclou la Universitat de Mossul, un dels centres educatius i d'investigació més grans a l'Iraq i l'Orient Mitjà.
L'economia està basada en els jaciments de petroli, i per la seva localització en un, és un nus de comunicacions i un centre comercial. La ciutat vella, emmurallada en semicercle, és l'estampa d'una ciutat turca del segle xix. Objecte de litigi entre l'Iraq i Turquia, el territori de Mossul fou atribuït finalment el 1925 a l'Iraq per la Societat de Nacions. A l'altra banda del riu, hi ha les ruïnes de Nínive.

## Etimologia
L'any 401, l'historiador grec Xenofont esmenta en els seus registres expedicionaris (Anàbasi) per primera vegada a la xicoteta població de Mepsila (Μέπσιλα), sobre el riu Tigris, prop d'on està avui dia el Mossul modern. Pot ser més segur identificar Mepsila amb el lloc Iski Mossul ("antiga Mossul"), uns 20 quilòmetres al nord de l'actual Mossul, on sis segles després de l'informe de Xenofont es va construir la ciutat persa sassànida de Budh-Ardhashīr. Siga com siga, el nom Mepsila és sens dubte l'arrel del nom modern de Mossul, tot i que en la seua forma metatètica.
En idioma àrab, Mawsil significa "punt de connexió" o "lloc d'enllaç". Mossul també és anomenada al-Faiha (el Paradís), al-Khaḍrah (el Verd) i al-Hadbah (el Gep). A vegades és descrita com «La Perla del Nord» o «La Ciutat del Milió de Soldats».

## Edificis i monuments
- Museu de Mossul.
- Casa de Mossul.
- Mesquita omeia (construïda el 640).
- Minaret Al-Hadba.
- Gran Mesquita d'Al-Nuri, construïda per Nur-ad-Din el 1172, destruïda el juliol de 2017 per Estat Islàmic.[5]
- Mesquita Mujahidi (segle xii).
- Mesquita del profeta Jerjis (Jordi) i tomba d'Al-Hur ben Yusef.
- Mashad Yahya Abul Kassem (segle xiii).
- Castell de Bash Tapia, fortalesa militar del segle xii.
- Palau Negre (Kara Serai), palau de Badr al-Din Lulu.
- Església Shamoun Al-Safa (sant Pere) del segle ix.
- Església síria ortodoxa Mar Toma (sant Tomàs) del segle viii.
- Església caldea Mar Petion, del segle x.
- Església al-Tahira ('La Immaculada') segle vii, i reconstruïda el 1743.
- Església Mar Hudeni, segle x.
- Monestir de Mar Elia (sant Elies), segle vi, destruït el gener de 2016 per Estat Islàmic.[6]
- Monestir de Mar Gurgis (sant Jordi), segle xvii.
- Monestir de Mar Mattai (sant Mateu).
- Monestir de Mar Behnam (monestir de la Cisterna), del segle xii o XIII.
- Església catòlica romana.
- Monestir de Sant Elies.

## Història
La tradició musulmana en fa fundador Rewand ben Bewarasp Adjdahak, durant l'Imperi Persa i el seu nom inicial hauria estat Khawlan. Era seu d'un sàtrapa que portava el títol de Budh-Ardashiranshah i la vila s'hauria dit Budh-Ardashir. Un escriptor àrab diu que el rei persa Kavadh li va donar el nom de Bih-Hormiz-Kawadh. Apareix al segle vi com a cap de la metròpoli d'Athur, successora de Nínive, on des del 554 s'hi havia establert un bisbe nestorià. Raban Ishoyahbh hi va fundar el 570 un convent a la riba occidental del Tigris enfront de Nínive, que després va quedar rodejat d'edificis i va esdevenir fortalesa. La regió cap a l'oest i el sud es deia Adiabene, i cap al nord es deia Beth Nuhadhra.

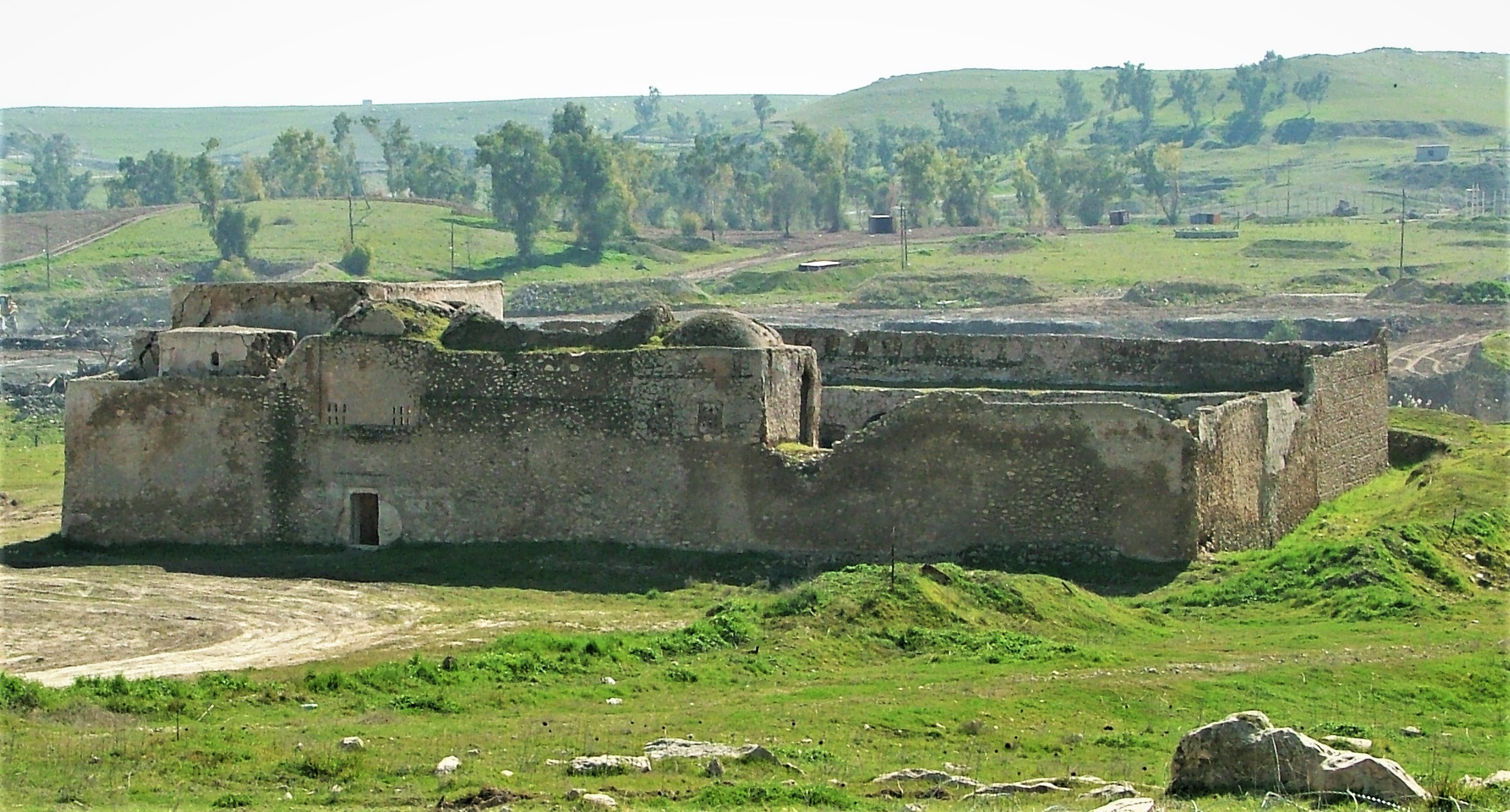
Monestir de Sant Elies, situat al sud de Mossul, el monestir cristià d'Iraq més antic.

L'any 641, Utba ben Farkad va ocupar Nínive (després anomenada Tall al-Tawba) i tot seguit la guarnició de la fortalesa a l'altre costat del Tigris es va rendir. Utba s'hi va establir com a governador. Però, poc després, fou substituït per Harthama ben Arfadja. Sota el domini d'Al-Bariki, s'hi van instal·lar els àrabs i va esdevenir ciutat militar (misr) i es va construir una gran mesquita. Harthama va donar el govern de la ciutat al seu fill Said i, segons unes fonts, a son germà Muhammad ben Arfadja, al qual va fer governador de la Djazira i Armènia, mentre que d'altres diuen que el seu germà fou governador de l'Azerbaidjan i Mossul. Ibn Talib, un dels seus lloctinents a Mossul, va construir les muralles i va engrandir la ciutat i amb les seves construccions Mossul va esdevenir la capital de la Djazira.
A la mort de Mutawakkil el kharigita, Musawir es va apoderar de la regió i va establir la seva seu a Al-Haditha. El governador de Mossul, el khuzaita Akaba ben Muhammad, fou deposat el 868 pel taghlibita Ayyub ben Ahmad, que va deixar com a governador el seu fill Hasan ben Ayyub. Poc després, se'n van apoderar els azidites dirigits per Abd Allah ben Sulayman, que la va perdre davant el kharigita Musawir. El califa al-Mutamid en va nomenar governador el general turc Asatigin, que poc després hi va enviar el seu fill Azkutigin, el qual fou expulsat pels habitants que van posar al front del govern Yahya ben Sulayman. Asatigin va enviar llavors Al-Haytham ben Abd Allah, però fou rebutjat en el seu atac, i llavors hi van enviar el taghlibita Ishak ben Ayyub, que la va ocupar; entre les tropes que van entrar a la ciutat, hi havia Hamdan ben Hamdun. Poc després, els habitants es van tornar a revoltar i Ishak fou expulsat. El 874 o 875, el califa al-Mutamid va nomenar el taghlibita Khidr ben Ahmad i el 880 Ishak ben Kundadj, que va morir el 891. El seu fill Muhammad ben Ishak va nomenar governador de la ciutat Harun ben Sulayman, que en fou expulsat per una altra revolta dels habitants, que van posar al front Harun ben Abd Allah i Hamdan ben Hamdun. Harun ben Sulayman va cridar en ajut als Banu Shayban, que van assetjar la ciutat i finalment la van ocupar, i Muhammad ben Ishak va tornar al càrrec, però en fou deposat poc després pel cap kurd Ali ben Dawud. El 892, el califa al-Mutadid va nomenar Hamdan ben Hamdun, però el 895 es va revoltar i quan el califa hi va enviar un exèrcit, va fugir i el seu fill Husayn es va sotmetre. (Vegeu hamdànides.)
El general Nasr la va tenir un temps i es va enfrontar amb el kharigita Harun, que fou derrotat i va fugir al desert. El governador Tuktamir fou empresonat pel califa i nomenat Hasan ben Ali, que va enviar contra els kharigites Husayn ben Hamdan, que el va fer presoner el 896 i la família va tornar a tenir la confiança del califa. El 905, sent la regió objecte d'atacs kurds, el califa va enviar l'hamdànida Abul Haydja Abd Allah, germà d'Husayn, que tenia el suport dels taghlíbides de la regió (els hamdànides pertanyien a la tribu dels Banu Taghlib). Abul Haydja va arribar a Mossul l'octubre del 906 i el 907 va derrotar els kurds, que estaven dirigits per Muhammad ben Bilal. Des de llavors, els hamdànides van governar a Mossul, primer com a governadors del califa, i des del 929 com a emirs independents.
El 996, Mossul va passar als ukaylides de la tribu dels Banu Kab, encapçalats per Husam al-Dawla al-Mukallad, que fou reconegut pels buwàyhides i que va dominar un territori que anava fins a Tauk o Dakuka, Al-Madain i Kufa. El 1095, fou ocupada pels seljúcides i el 321 de l'hègira (1127-1128) l'atabek Imad ad-Din Zengi es va fer independent, i fou governada per la dinastia zengita o zangita. El 1182, el zengita Iss al-Din Masud I fou assetjat per Saladí a Mossul i altra vegada el 1185, sense èxit, però finalment, amb la pau, els zengites es van reconèixer vassalls dels aiúbides.
El visir Mudjahid al-Din karimaz fou el verdader governant de la regió fins a la seva mort el 1199, i el va succeir el seu fill Badr al-Din Lulu, primer com a visir zengita i després (1234) com a emir independent. El 1245 es va sotmetre a Hulagu. El 1260, el seu fill Malik al-Salih es va aliar a Baybars d'Egipte i els mongols van atacar Mossul, que fou saquejada (1261) i el mateix emir va morir en la lluita.
Va quedar sota govern dels Il-kan. El djalayàrida Sultan Shaykh Uways va incorporar Mossul als seus dominis el 766 de l'hègira (1364-1365). Després, va caure en mans de Tamerlà, que la va enriquir; el seu governador de la Djazira fou Baba al-Din Kara Uthman, que va fundar la dinastia dels Kara Koyunlu, que la va posseir el segle xv, fins que fou ocupada pels safàvides el 1508, després de la conquesta de Bagdad. El 1535, fou ocupada per Solimà I el Magnífic, soldà otomà, que va nomenar governador Sayyid Ahmad ben Umar. Des del 1592, es coneix la llista completa de pashas del sandjak de Mossul depenent del vilayat de Djazira; els governadors duraven, en general, poc de temps (entre 1638 i 1700, foren 48 pashas). Malgrat formar part de l'Imperi Otomà, durant els quatre segles de domini otomà Mossul va ser considerat "el districte més independent" d'Orient Mitjà, seguint el model romà de domini indirecte a través de notables locals.
El 1743, fou assetjada per Nadir Shah, però Husayn Djalili, el governador, el va rebutjar. Des de llavors, el pashalik fou en mans de la seva família (d'origen cristià), que va governar amb autonomia amb Abd al-Dajlil i els seus successors. Husayn ben Ismal en fou pasha vuit vegades. El 1834, el soldà va posar fi als derebeys i va acabar amb l'autonomia i va destituir el pasha Yahya ben Numan al-Djalili.

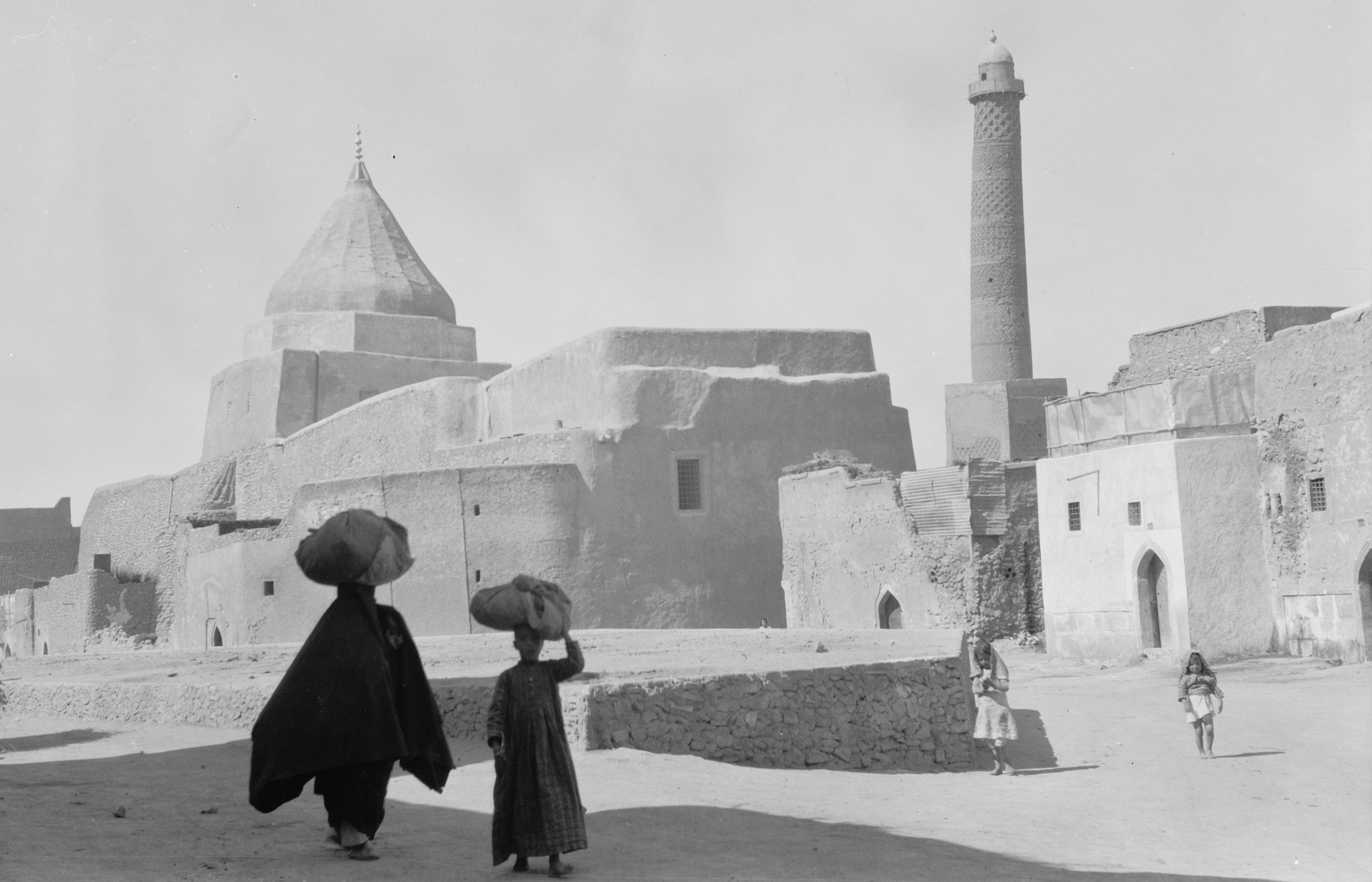
Fotografia de Mossul l'any 1932, on es pot observar un temple yazidi a l'esquerra i un minaret de la Gran Mesquita a la dreta.

El 1879, fou feta cap d'un wilayat anomenat Mossul amb els kadas de Mossul, Kirkuk. Arbil i Sulaymaniyya, però el 1895 els turcs n'havien perdut el control real i el cap kurd Mustafa Čalabi Sabundji hi va regnar com a sobirà fins al 1911. A finals d'octubre del 1918 fou ocupada pels britànics i, encara que la regió havia de ser lliurada a França com establien els acords de Sykes-Picot del 1916, Clemenceau va acceptar que fos unida a l'Iraq (desembre del 1918), a petició de Lloyd-George, el primer ministre britànic. Amb la conferència de San Remo de l'abril del 1920, la regió fou posada sota mandat britànic i la Societat de Nacions ho va confirmar el 1925. El vilayat fou dividit en 4 províncies: Mossul, Kirkuk, Arbil i Sulaymaniyya.
El març del 1959, els notables locals i part de les forces armades van intentar enderrocar el president general Abd al-Karim Kasim, però van fracassar. El 1969, la província de Mossul fou dividida en dos districtes, Niniveh i Duhuk.
En els anys vuitanta, el règim de Saddam Hussein va començar una política d'arabització que en els següents vint anys va alterar la relació ètnica de la ciutat, abans favorable als kurds, a favor dels àrabs. La ciutat també tenia una forta minoria de turcmans, i una minoria assíria. La política, però, no fou d'abast massiu fins després del 1991.
El 1991, després de la Guerra del Golf (1990-1991), els kurds es van revoltar i es van acostar a Mossul. La regió al nord de la ciutat va quedar sota domini dels grups insurgents kurds, però la ciutat i la zona del sud va romandre en mans del govern iraquià, però dins d'una zona d'exclusió aèria, on els vols militars iraquians estaven prohibits i la zona aèria estava sota vigilància d'avions americans i britànics. La política d'arabització es va intensificar i molts kurds foren expulsats de la ciutat, i les cases que deixaven buides eren ocupades per àrabs. El cinquè cos de l'exèrcit iraquià es va estacionar a la ciutat.
Després de la invasió americana del 2003 a l'Iraq, Mossul fou ocupada pels kurds l'11 d'abril, dos dies després de Bagdad, quan ja havia estat abandonada per l'exèrcit, i es van apoderar de tot l'armament i de la infraestructura essencial. L'endemà, un comitè local es va fer càrrec del poder fins a l'arribada dels americans a les següents hores. La 101 divisió aerotransportada es va establir a la ciutat sota la direcció del general Petraeus.
El fill de Sadam, Qusay Hussein, es va refugiar a la ciutat i s'hi va amagar, però va morir en una operació de les forces americanes el 22 de juliol del 2003. El novembre del 2004, la policia iraquiana es va revoltar i va lliurar la ciutat a les milícies sunnites, però el desembre els kurds i americans tornaven a tenir el control de la ciutat. Els americans van patir nombrosos atacs, el més mortífer el del 21 de desembre del 2004, en què van morir 44 empleats de seguretat (i 72 en foren ferits) en l'atac al menjador de la base de Marez, a l'aeroport de Mossul.
El 14 d'agost del 2007, quatre explosions sincronitzades a la mateixa hora van causar el caos a prop de la ciutat de Mossul, a Qahataniya, a 120 km a l'oest, amb 500 morts i més de 375 ferits. Les víctimes foren de la secta yazidis, una antiga minoria religiosa kurda, que els fonamentalistes sunnites consideren infidels. Fou el pitjor atemptat a l'Iraq després de la caiguda de Saddam.
El juny de 2014, el grup gihadista conegut com a Estat Islàmic de l'Iraq i el Llevant va capturar la ciutat i va iniciar una política de conversions forçoses, persecucions, expulsions i execucions contra la població de diverses confessions no musulmanes, com ara cristians o iazidites. El 27 de febrer de 2015, el Museu de Mossul va ser atacat per Estat Islàmic, que va destruir obres d'art mil·lenàries, moltes d'elles de procedència assíria, i van atacar biblioteques i col·leccions de manuscrits. Després de huit mesos d'enfrontaments amb les forces governamentals iraquianes per recapturar la ciutat (Batalla de Mossul 2016-2017), el 9 de juliol el primer ministre Haider al-Abadi va declarar la victòria total sobre Estat Islàmic a la ciutat i el seu alliberament.